# Hrlica
Hrlica (in ungherese Gerlice) è un comune della Slovacchia facente parte del distretto di Revúca, nella regione di Banská Bystrica.